# Copenhagen Masters 2000
Das Copenhagen Masters 2000 im Badminton war die 8. Auflage dieser Turnierserie. Es fand vom 27. bis zum 29. Dezember 2000 in Kopenhagen statt.

## Finalergebnisse
| Disziplin    | Sieger                  | Finalist                    | Ergebnis                |
| ------------ | ----------------------- | --------------------------- | ----------------------- |
| Herreneinzel | Peter Gade              | Anders Boesen               | 7-4, 7-0, 7-5           |
| Dameneinzel  | Gong Zhichao            | Camilla Martin              | 4-7, 7-4, 7-4, 8-7      |
| Herrendoppel | Flandy Limpele Eng Hian | Tony Gunawan Halim Haryanto | 8-7, 5-7, 7-4, 5-7, 7-5 |

## Referenzen
- dansk-badminton.dk (Memento vom 25. Juli 2001 im Internet Archive)